# سری سنچری
سری سنچری(به انگلیسی: Century series) به گروهی از جنگنده‌های ایالات متحده گفته می‌شود که بین اف-۱۰۰ تا اف-۱۰۶ نام گرفته‌اند. این جنگنده‌ها نخستین طرح‌های موفق مافوق صوت در نیروی هوایی ایالات متحده آمریکا بودند و تا دههٔ ۱۹۷۰ مشغول خدمت در نیروی هوایی این کشور بودند. این جنگنده‌ها تا دههٔ ۱۹۸۰ نیز در رزرو نیروی هوایی و گارد ملی هوایی مشغول خدمت بودند. انواع کیواف-۱۰۰، کیواف-۱۰۲ و کیواف-۱۰۶ تا دههُ ۱۹۹۰ به عنوان هدف پرنده به خدمت ادامه دادند.
سنچری از واژهٔ لاتین centum به معنای صد می‌آید و به این خاطر به این هواپیماها سنچری گفته می‌شود که نامشان از ۱۰۰ تا ۱۰۶ می‌باشد. این هواپیماها علاوه بر تشابه اسمی دارای تشابه طراحی بسیاری با همدیگر هستند.
جنگنده‌های سری سنچری از این قرارند:
- نورث امریکن اف-۱۰۰ سوپرسیبر
- اف-۱۰۱ وودو
- اف-۱۰۲ دلتادگر
- لاکهید اف-۱۰۴ استارفایتر
- ریپابلیک اف-۱۰۵ ثاندرچیف
- اف-۱۰۶ دلتادارت

نام سنچری به طرح‌هایی که به مرحلهٔ عمل درنیامدند یا در حد یک نمونهٔ اولیه باقی‌مانده‌اند گفته نمی‌شود. این طرح‌ها و هواپیماها عبارتند از: شکاری رهگیر ایکس اف-۱۰۳ ثاندرواریر، وای اف-۱۰۷ و ایکس اف-۱۰۸ریپیر و اف-۱۰۹.
سیستم نامگذاری ایالات متحده تا شمارهٔ اف-۱۱۱ ادامه پیدا کرد و پس از آن از سال ۱۹۶۲ شماره گذاری هواپیما دوباره از عدد یک شروع شد. نمونه بارز آن شکاری بمب‌افکن اف-۴ فانتوم ۲ بود که در آغاز تولید نام آن اف-۱۱۰ بود که به نام یادشده تغییر نام داد.

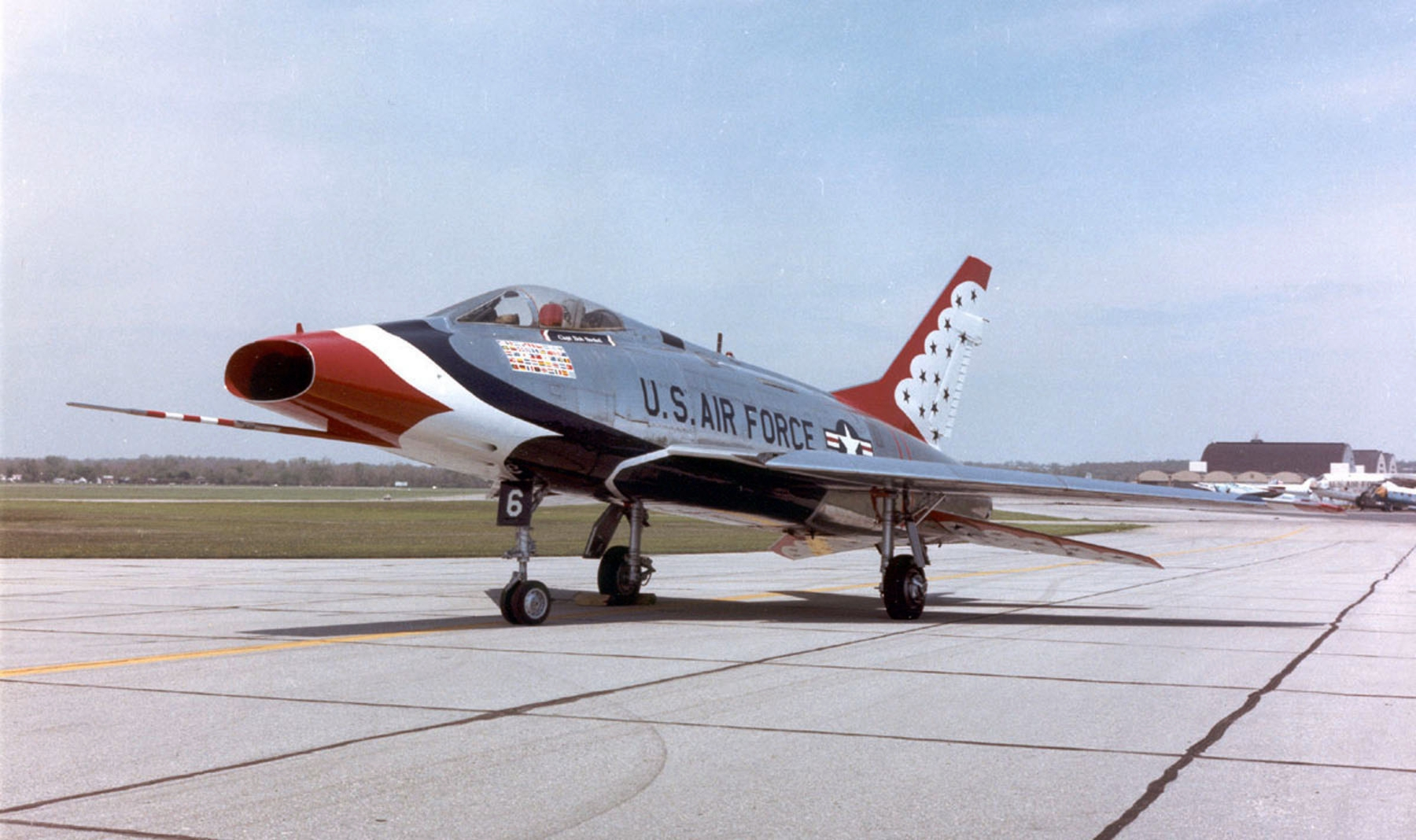
اف-۱۰۰دی سوپرسیبر
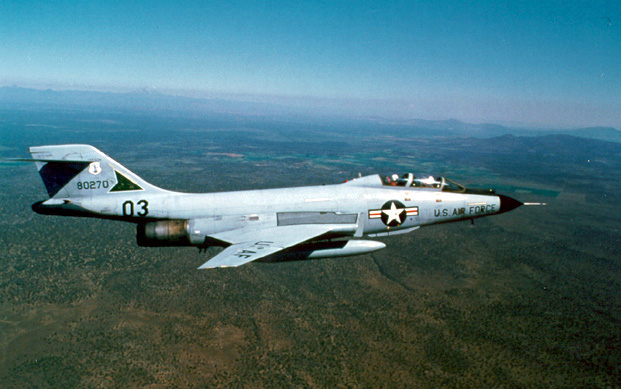
اف-۱۰۱بی وودو
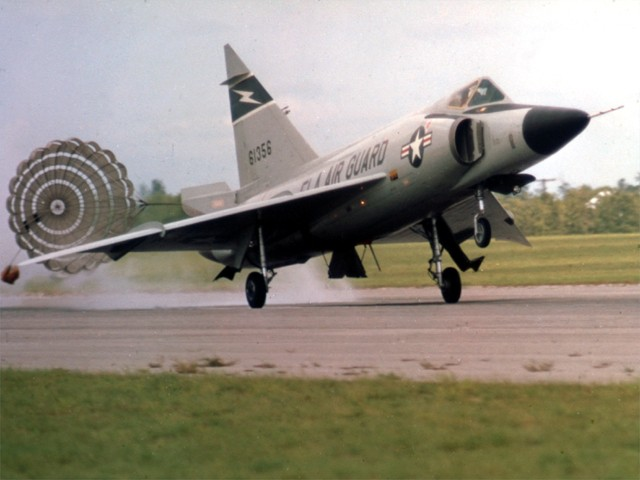
اف-۱۰۲ هنگام استفاده از چتر ترمز
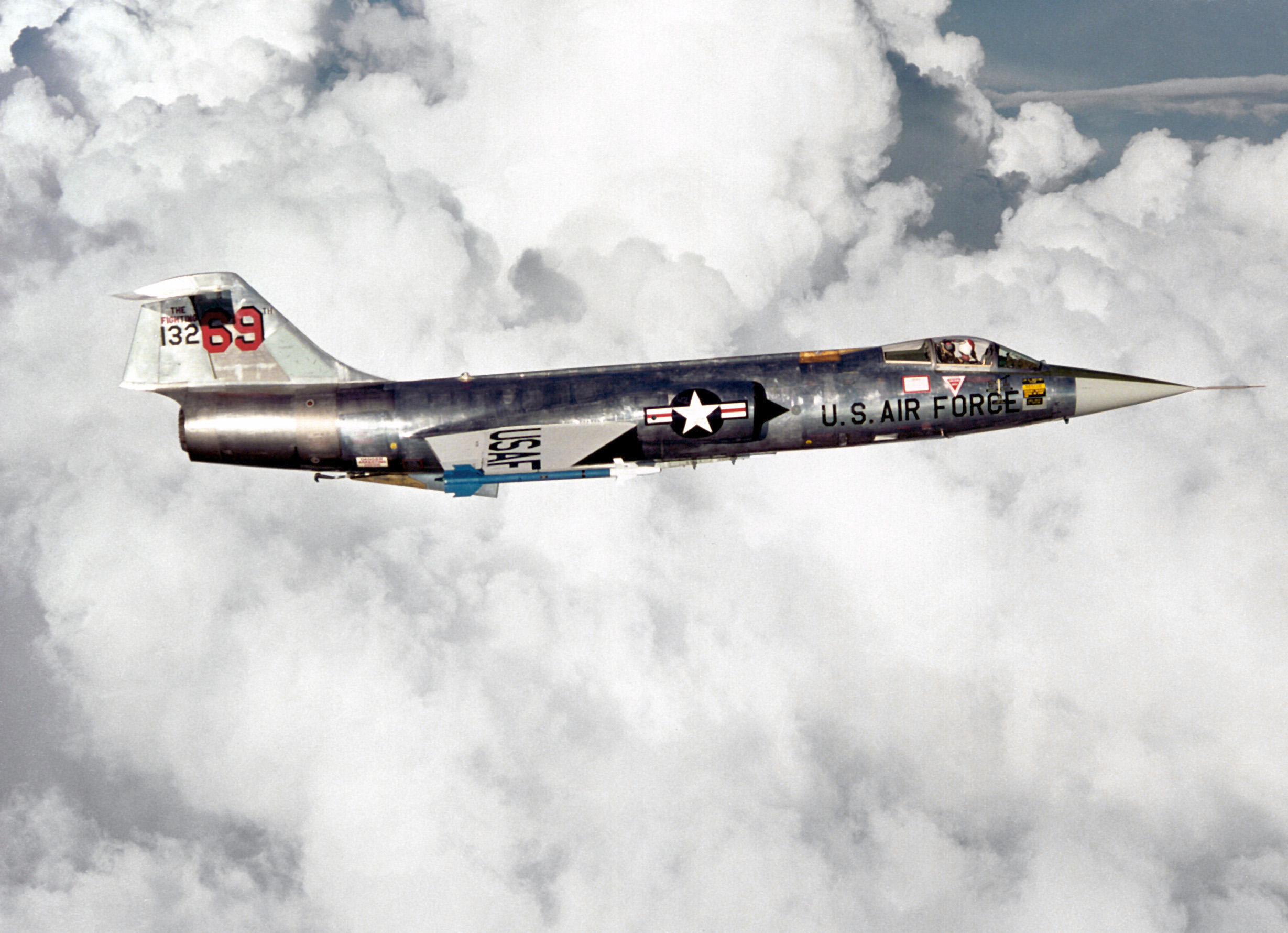
لاکهید اف-۱۰۴ استارفایتر
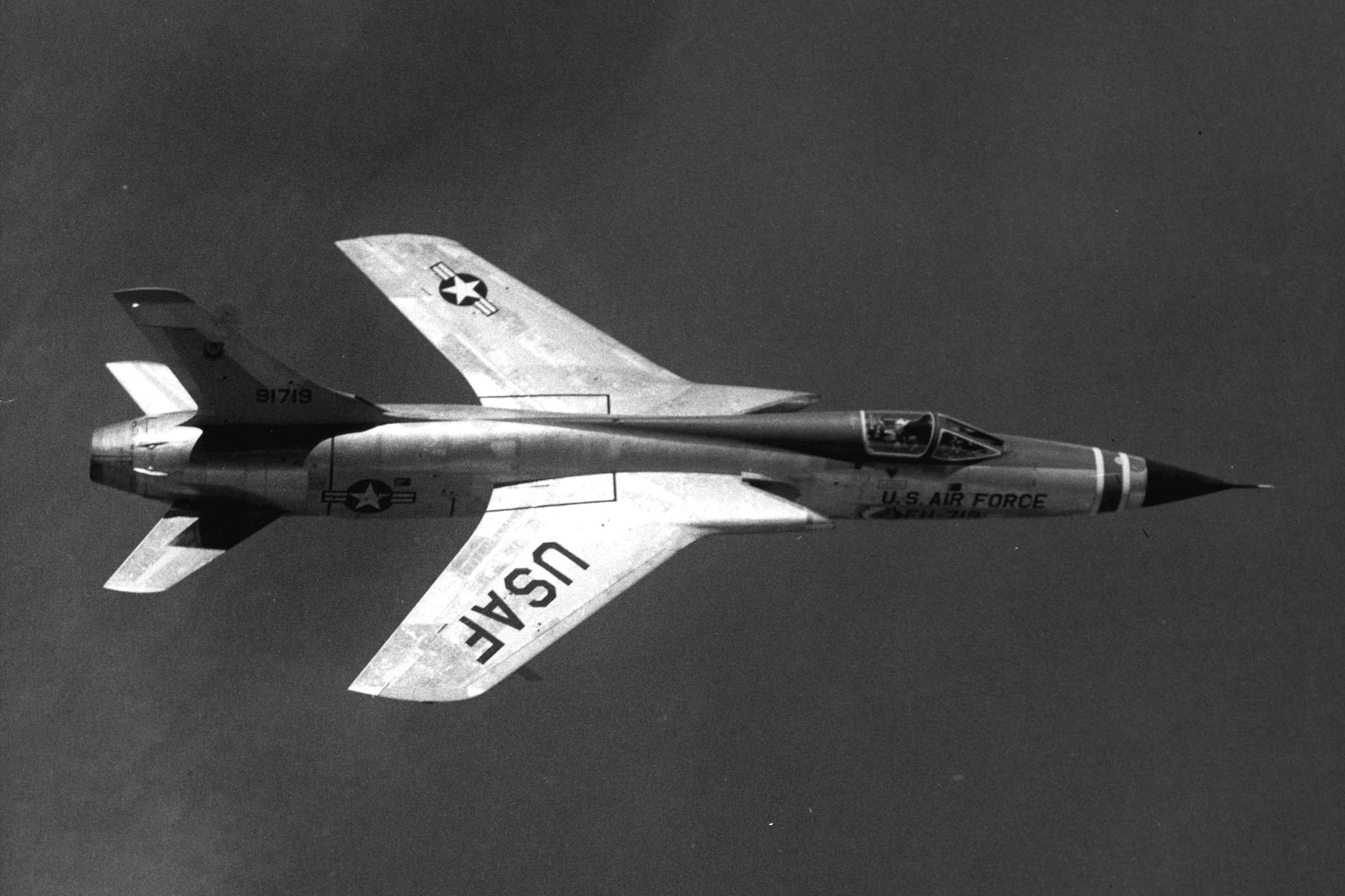
اف-۱۰۵دی ثاندرچیف
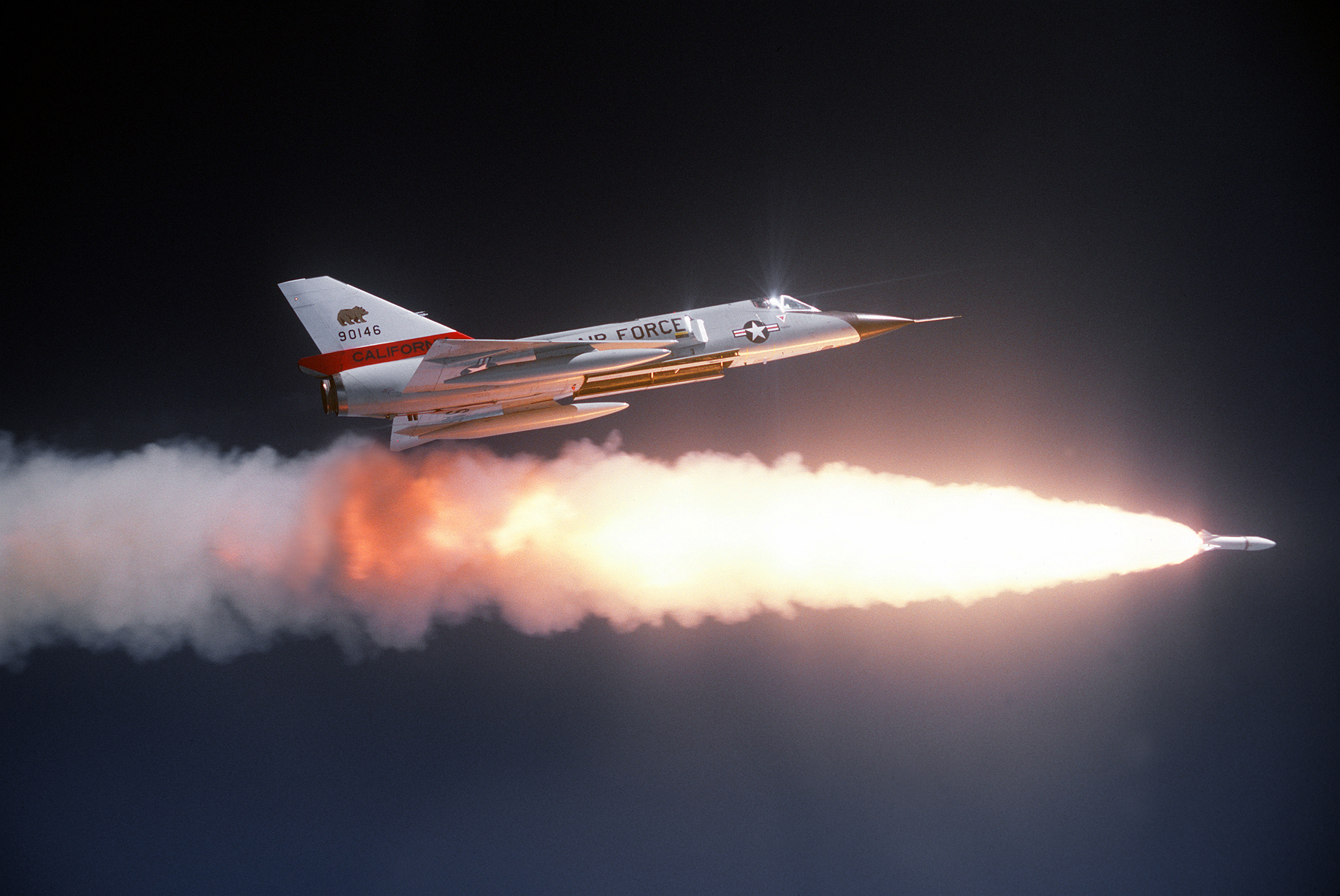
اف-۱۰۶ای هنگام پرتاب موشک هسته‌ای آر-۲جنی